# Pipizella lyneborgi
Pipizella lyneborgi är en tvåvingeart som beskrevs av Torp Pedersen 1971. Pipizella lyneborgi ingår i släktet rotlusblomflugor, och familjen blomflugor.
Artens utbredningsområde är Spanien. Inga underarter finns listade i Catalogue of Life.